# Jastrzębie Górne (Jastrzębie-Zdrój)
Jastrzębie Górne – część miasta Jastrzębie-Zdrój, w obrębie osiedla samorządowego Jastrzębie Górne i Dolne. 
W Jastrzębiu Górnym mieści się zabytkowy kościół św. Katarzyny Aleksandryjskiej i Opatrzności Bożej wybudowany w 1825 r.

## Historia
W latach 1474–1809 należało do Wodzisławskiego Państwa Stanowego, następnie w latach 1810-1818 do powiatu pszczyńskiego. Od 1818 do 1954 r. do powiatu rybnickiego, a w latach 1954-1975 do powiatu wodzisławskiego.
W 1924 r. obszar dworski Jastrzębie Górne przekształcono w gminę wiejską Jastrzębie Górne, w powiecie rybnickim.
Po 1946 r. stanowiła jedną z gromad gminy Jastrzębie Zdrój.
W latach 1954–1972 wieś należała i była siedzibą władz gromady Jastrzębie Górne.
W 1969 r. część gromady Jastrzębie Górne o powierzchni 455 ha przyłączono do miasta Jastrzębie-Zdrój oraz wyznaczono nową granicę między gromadą a Jastrzębiem-Zdrojem. W 1973 r. gromada Jastrzębie Górne została włączona do miasta Jastrzębie-Zdrój.
Urodził się tu Ludwik Piechoczek (ur. 13 kwietnia 1889, zm. 8 stycznia 1941 w Auschwitz-Birkenau) – działacz plebiscytowy, powstaniec śląski, poseł do Sejmu Śląskiego i Sejmu II Rzeczypospolitej.